# Europa centrale

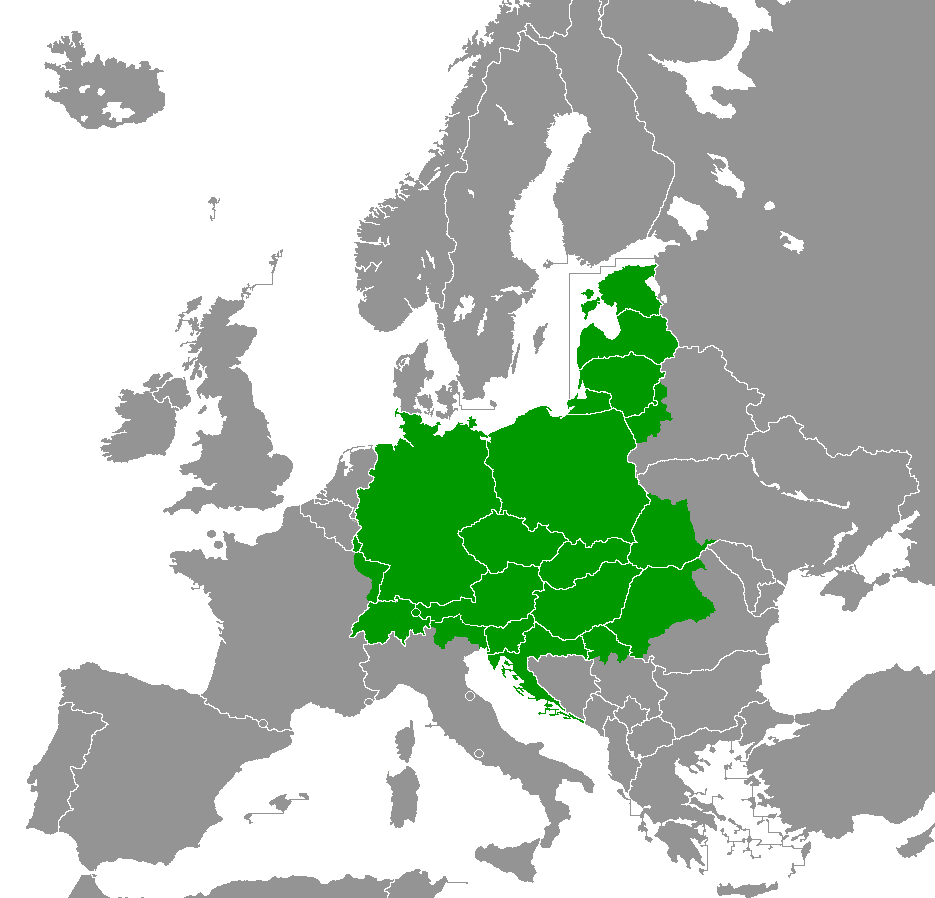
L'Europa Centrale secondo Peter Jordan.

L'Europa centrale, anche definita Mitteleuropa o Europa danubiana, è una regione dell'Europa, compresa tra l'Europa occidentale e l'Europa orientale e tra l'Europa settentrionale e l’Europa meridionale, per quanto variamente definite.
Il concetto di Europa centrale, così come quello di una sua identità culturale, è in qualche modo elusivo. Tuttavia la maggior parte degli studiosi asserisce che una distinta cultura centro-europea esiste, per quanto controversa e dibattuta possa essere tale nozione. Si basa sulle somiglianze che derivano da caratteristiche storiche, sociali e culturali e si caratterizza per essere stata una delle più ricche fonti mondiali di talento creativo tra il XVII e il XX secolo. Una pubblicazione delle Nazioni Unite impiega otto fattori «per definire una regione culturale chiamata Europa centrale»; Cross Currents: A Yearbook of Central European Culture definisce l'Europa centrale come «un Occidente abbandonato».
Si tratta quindi di territori che condividono una storia, di opposizione all'Est rappresentato dall'Impero ottomano e dalla Russia Imperiale, e, almeno fino alla prima guerra mondiale, di distinzione dall'Ovest in quanto conservatori opposti alle moderne idee liberali, acquisite con la Rivoluzione francese. Tale concetto è di conseguenza entrato in crisi a partire dalla dissoluzione degli imperi (tedesco, austro-ungarico, russo e ottomano), con la nascita di stati-nazione, e soprattutto dalla divisione della regione tra Patto di Varsavia e NATO durante la guerra fredda, al termine della quale l'interesse per tale regione è tornato d'attualità.
Negli anni 2000 l'Europa centrale sta attraversando una fase di «risveglio strategico». L'economia mostra ancora forti disparità rispetto ai livelli di reddito e agli standard di vita: l'Europa centrale comprende alcune delle regioni più ricche d'Europa, ma anche alcune delle più povere.

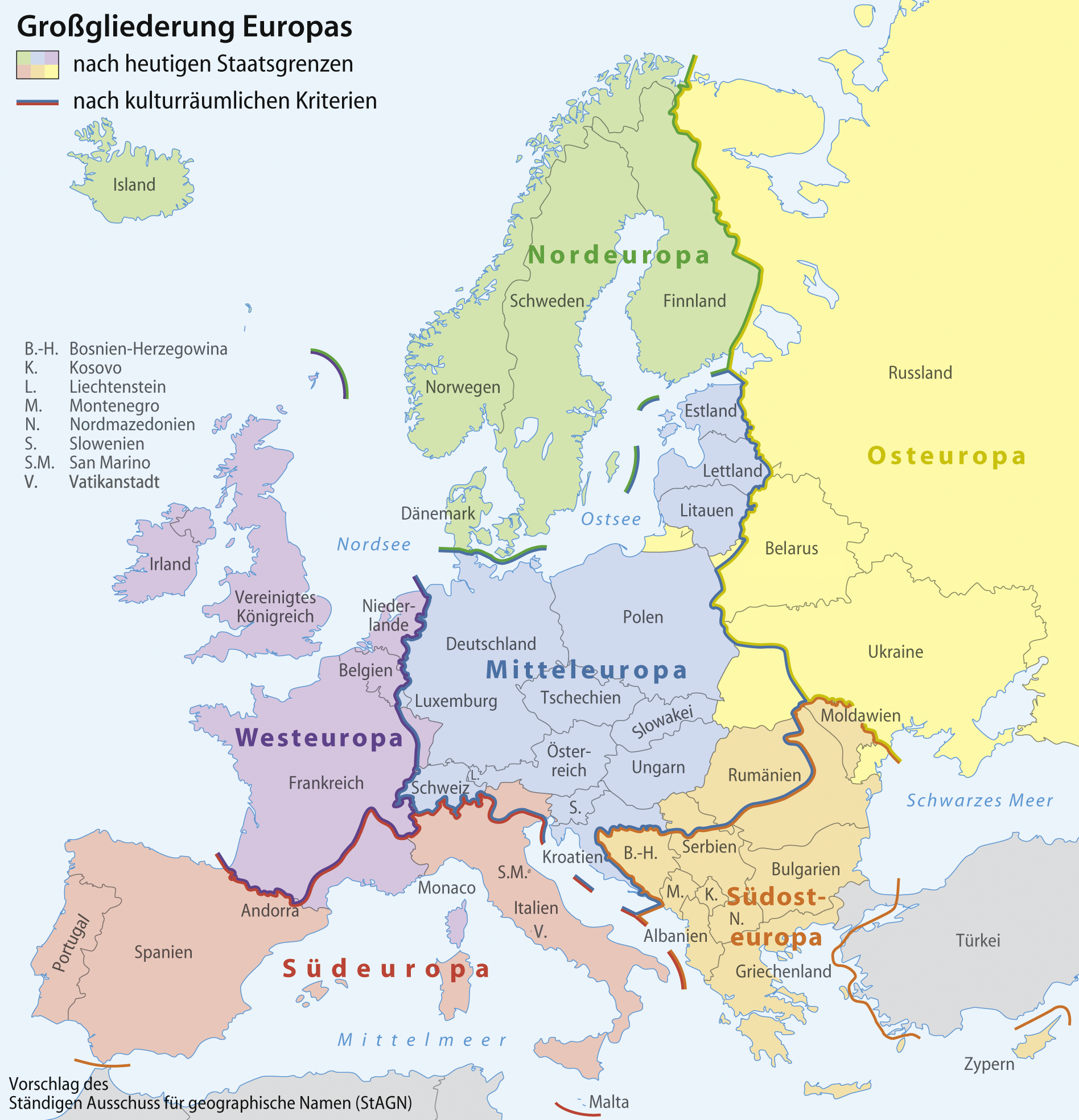
Suddivisione dell'Europa secondo l'istituto cartografico tedesco Ständiger Ausschuss für geographische Namen.

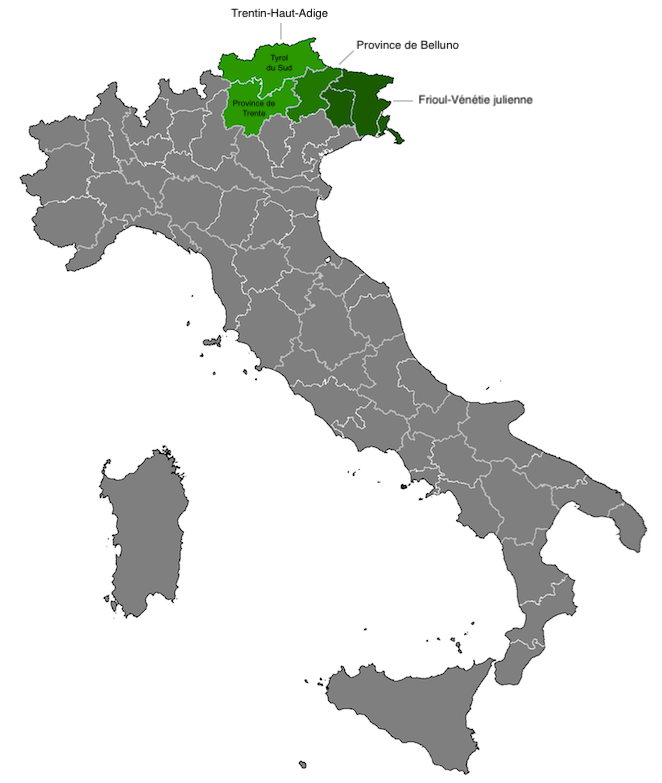
Aree considerate centro europee in Italia.

## Stati

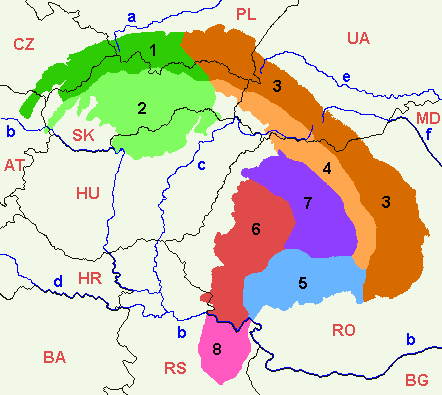
Stati dei monti Carpazi

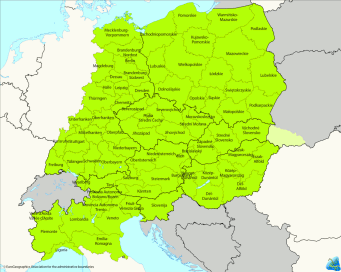

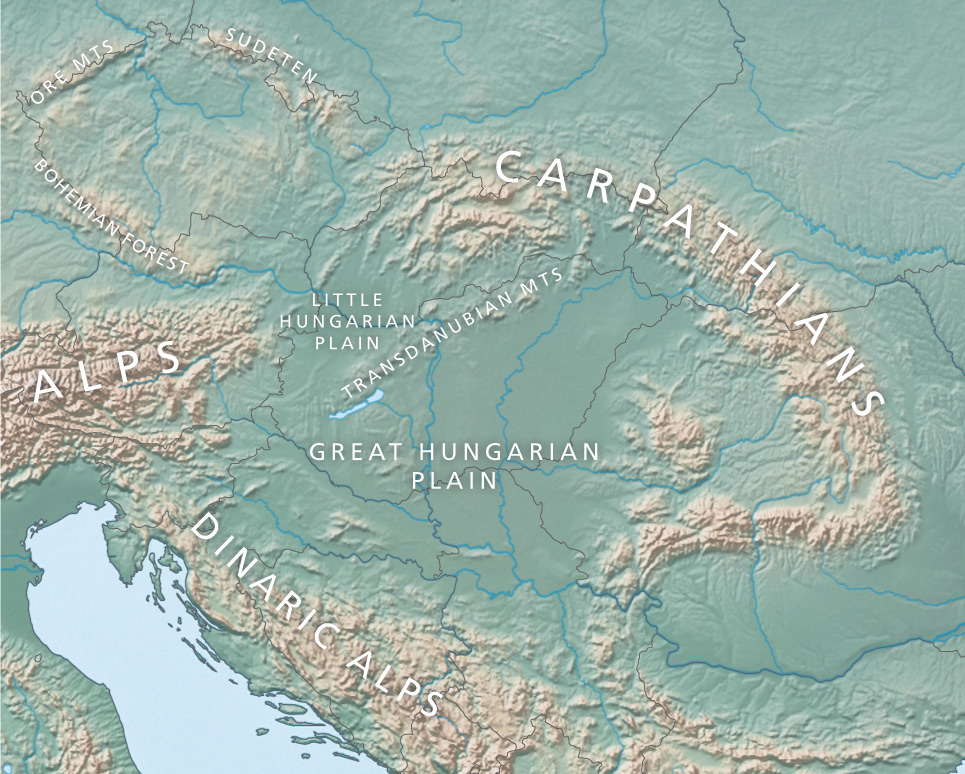
Il bassopiano pannonico, tra le Alpi, i Carpazi e la Sava-Danubio

L'estensione dell'Europa centrale è oggetto di dibattito, ma vi sono due confini certi: uno a nord segnato dal Mar Baltico e uno a sud, delineato dalle Alpi, che separa questa zona del vecchio continente dall'Europa meridionale. Secondo la maggior parte delle fonti, la Mitteleuropa include:
- Austria
- Rep. Ceca
- Germania
- Polonia
- Slovacchia
- Slovenia
- Svizzera
- Ungheria
- Liechtenstein

Alcune fonti vi aggiungono inoltre talune regioni di stati circonvicini, per ragioni storiche e culturali, seppure con alcune differenze climatiche e geografiche:
- Croazia eccetto la Dalmazia, frequentemente l'intero paese
- Romania (Transilvania e Bucovina, talvolta l'intero paese)
- Serbia (Voivodina,[13] regione settentrionale di Belgrado)
- Ucraina (Rutenia subcarpatica e antica regione storica della Galizia)
- Russia (Oblast' di Kaliningrad)
- Francia (Alsazia e parti della Lorena)
- Italia (Trentino-Alto Adige e Friuli-Venezia Giulia); le aree italiane, pur trovandosi sia sul limite, sia subito oltre al confine geografico dell'Europa centrale, vengono spesso incluse in quella zona del continente per gli antichi legami con il Sacro Romano Impero prima e l’Impero austro-ungarico poi.

## Morfologia

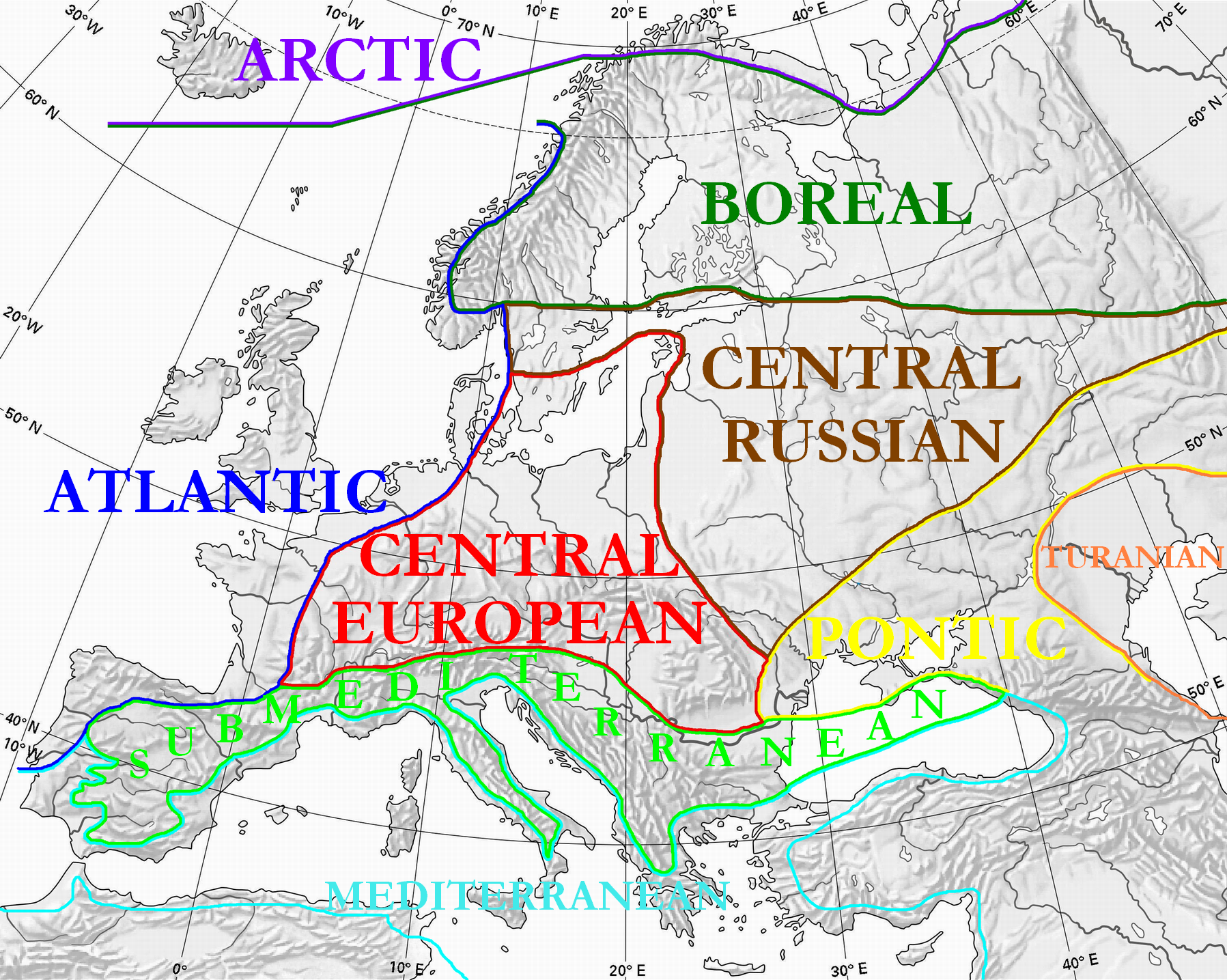
Regioni floristiche in Europa

### Tra le Alpi e il Baltico
I confini geografici tra l'Europa centrale e le regioni vicine (Europa settentrionale ed Europa meridionale) sono definiti dal mar Baltico, le Alpi e la linea Isonzo-Krka-Sava-Danubio. I confini geografici rispetto all'Europa occidentale e all'Europa orientale (con l'eccezione del fiume Reno) sono men definiti, e il confine storico-culturale si è spostato più volte nel tempo.

### Bassopiano germanico, bassopiano pannonico e monti Carpazi
La parte settentrionale è coperta in buona parte dal bassopiano germanico. I monti Carpazi dividono la pianura europea in due sezioni: il bassopiano pannonico centro-europeo ad ovest e la pianura sarmatica ad est. A sud il bassopiano pannonico è limitato dai fiumi Sava e Danubio. Tale area corrisponde ai confini dell'antica Austria-Ungheria. Il bassopiano pannonico si estende in Austria, Bosnia ed Erzegovina, Croazia, Ungheria, Romania, Serbia, Slovacchia, Slovenia e Ucraina.

### Alpi Dinariche
Come estensione sud-orientale delle Alpi, le Alpi Dinariche ricoprono 650 km lungo la costa del mar Adriatico, dalle Alpi Giulie nel nord-ovest fino al massiccio Šar-Korab a sud-est. Secondo talune fonti, tale catena montuosa è classificata come europa centro-meridionale.

### Flora
La flora centro-europea occupa tutto il centro europa geografico e comprende la foresta temperata latifoglie decidua.

## Storia del concetto di Europa centrale

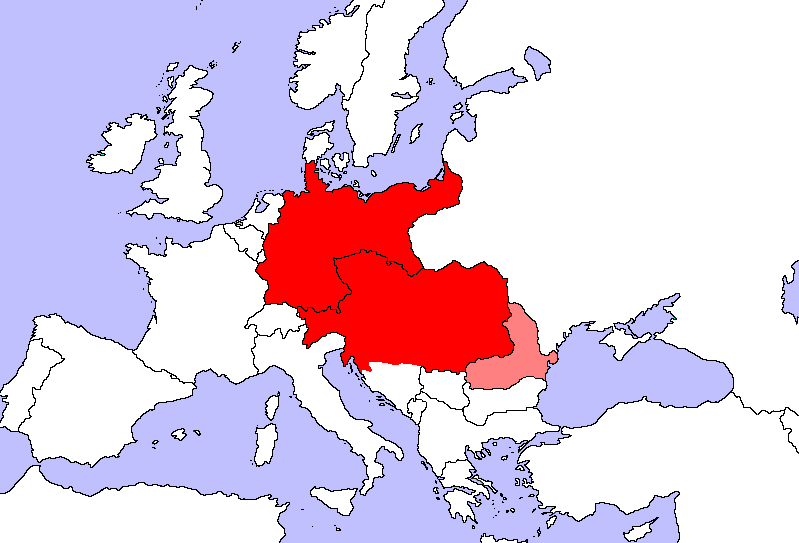
Una visione prebellica (1902) dell'Europa centrale
Paesi e regioni centro-europee: Germania ed Austria-Ungheria (con l'eccezione di Dalmazia e Bosnia-Erzegovina)
Regioni di transizione tra Europa Centrale ed Europa Orientale: Romania

Secondo il geografo francese Emmanuel de Martonne, nel 1927 l'Europa centrale includeva, in base a criteri geografici e culturali: Germania, Svizzera, Austria, Polonia, Cecoslovacchia, Ungheria e Romania. Italia e Jugoslavia non venivano considerate a causa della loro posizione prevalentemente esterna allo spazio centro-europeo.

Paesi e regioni centro-europee: Germania ed Austria-Ungheria (con l'eccezione di Dalmazia e Bosnia-Erzegovina)
     Regioni di transizione tra Europa Centrale ed Europa Orientale: Romania

### Belle Époque
Germania e suoi alleati
     Aree delle parti russe della Polonia e dell'Armenia da annettere alla Germania/Turchia
     Stati semi-autonomi sotto completo controllo tedesco - futura annessione
     Nuovi paesi - economicamente e amministrativamente dipendenti dalla Germania
     Ucraina – sotto controllo economico tedesco
     Pianificata Repubblica Tatara – area di colonizzazione tedesca
     Paesi politicamente ed economicamente legati alla Germania
     Pianificata Repubblica Transcaucasica – politicamente legata alla Germania
     Stati cosacchi semi-autonomi all'interno della Russia – sfera d'influenza tedesca

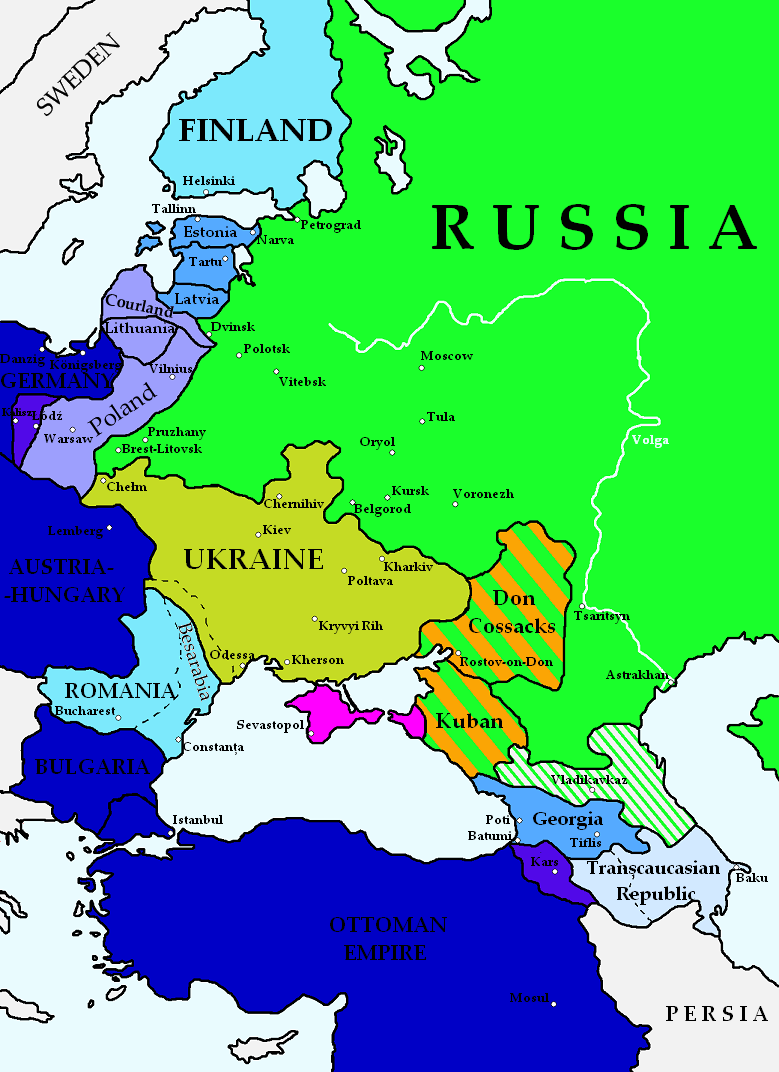
Mappa dei piani tedeschi di un «nuovo ordine politico» in Europa centrale ed orientale dopo i trattati di Brest-Litovsk del 9 febbraio 1918 e del 3 marzo 1918 e del trattato di Bucarest del 7 maggio 1918.
Germania e suoi alleati
Aree delle parti russe della Polonia e dell'Armenia da annettere alla Germania/Turchia
Stati semi-autonomi sotto completo controllo tedesco - futura annessione
Nuovi paesi - economicamente e amministrativamente dipendenti dalla Germania
Ucraina – sotto controllo economico tedesco
Pianificata Repubblica Tatara – area di colonizzazione tedesca
Paesi politicamente ed economicamente legati alla Germania
Pianificata Repubblica Transcaucasica – politicamente legata alla Germania
Stati cosacchi semi-autonomi all'interno della Russia – sfera d'influenza tedesca

Il concetto di Europa centrale era già conosciuto all'inizio del XIX secolo, ma inizia a divenire oggetto di intenso interesse a partire dal XX secolo. In principio l'idea di Europa centrale mescolava scienza, politica ed economia ed era strettamente connessa all'aspirazione della crescente economia tedesca di dominare una parte del continente, detta Mitteleuropa. Tale termine tedesco divenne talmente di moda da essere utilizzato anche in altre lingue per indicare i territori dal Reno alla Vistola (talvolta al Dnepr) e dal mar Baltico ai Balcani.
Il 21 gennaio 1904 venne fondata a Berlino l'Associazione Economica Centro-Europea (Mitteleuropäischer Wirtschaftsverein), volta all'integrazione economica di Impero tedesco e Impero austro-ungarico (con l'eventuale estensione a Svizzera, Belgio e Lussemburgo).
Nel 1915 Friedrich Naumann, teorico del pangermanesimo, pubblica il saggio Mitteleuropa, in cui indica la necessità di una federazione economica centro-europea al termine della grande guerra. L'idea di Naumann era che la federazione avesse al suo centro Germania e Austria-Ungheria, ma comprendesse anche altre nazioni, esterne all'Alleanza anglo-francese e alla Russia.
Tale concetto si perse con la sconfitta tedesca e la dissoluzione dell'Austria-Ungheria, per venire resuscitato negli anni trenta dall'ideologia nazista.
Il pensiero di Naumann era anche a favore di programmi di germanizzazione e magiarizzazione. Nel suo libro Naumann usò la retorica imperialista, combinata con elogi della natura, e una condiscendenza imperiale nei confronti dei popoli non tedeschi, mentre consigliava ai politici di mostrare una qualche "flessibilità" nei confronti delle lingue non-germaniche per raggiungere l'armonia che avrebbe stabilizzato l'intera Europa centrale.
Il concetto di Mitteleuropa è tornato in auge negli ultimi decenni come versione idealizzata della convivenza tra popoli in Europa centro-orientale prima della grande guerra e della progressiva balcanizzazione della regione. Secondo tale visione, la Mitteleuropa era uno spazio in cui cattolici, ortodossi, protestanti, ebrei e musulmani vivevano in (relativa) pace, coltivando ognuno le proprie radici e arricchendosi della cultura e delle esperienze degli altri.
In 'Danubio', Claudio Magris afferma che "La Mitteleuropa è oggi idealizzata quale armonia di popoli diversi ed è stata una tollerante convivenza comprensibilmente rimpianta dopo la sua fine."
Milan Kundera ricorda che "La Mitteleuropa non è uno stato. È una cultura o un destino. I suoi confini sono immaginari e devono essere ridisegnati al formarsi di ogni nuova situazione storica."

#### Il piano prussiano della "Mitteleuropa"
Il piano prussiano della Mitteleuropa mirava a far ottenere all'Impero tedesco l'egemonia culturale sull'Europa centrale con conseguente sfruttamento economico e finanziario unitamente ad annessioni dirette di territori, stanziamento di coloni tedeschi, espulsioni di non tedeschi dalle aree annesse ed eventuale germanizzazione degli stati fantocci creati come cuscinetto tra la Germania e l'Impero russo. 
Alcune parti del piano includevano anche disegni per la creazione di una colonia tedesca in Crimea e la colonizzazione dei Paesi Baltici.
Le élite politiche di governo tedesche accettarono il piano della Mitteleuropa durante la prima guerra mondiale mentre impostavano gli obiettivi di guerra tedeschi e disegnavano i piani per il nuovo ordine europeo. Il Septemberprogramm («piano di settembre»), progetto sviluppato dal cancelliere tedesco Theobald von Bethmann-Hollweg che descriveva dettagliatamente gli ambiziosi obiettivi di guerra tedeschi dopo la prevista vittoria, comprendeva la creazione della «Mitteleuropäischer Wirtschaftsverband», un'associazione economica mitteleuropea, da realizzare attraverso l'unione doganale di «Francia, Belgio, Paesi Bassi, Danimarca, Austria-Ungheria, Polonia e, eventualmente, Italia, Svezia e Norvegia», dominata dalla Germania, ma apparentemente egualitaria. Tra i suoi membri sarebbero stati inclusi gli appena creati stati cuscinetto ritagliati a ovest dell'Impero russo come la Polonia, che sarebbero rimasti sotto la sovranità tedesca "per sempre".
Gli stati fantoccio all'interno della Mitteleuropa sarebbero stati sotto controllo politico, economico e militare del Reich germanico. L'intera regione sarebbe dovuta servire come un cortile economico della Germania, da porre sotto sfruttamento per poter competere con l'Impero britannico e gli altri stati aspiranti al ruolo di potenza dominante del mondo. L'organizzazione politica, militare ed economica si sarebbe basata sulla dominazione tedesca, con trattati commerciali imposti in paesi come Polonia ed Ucraina. Si pensava che le classi lavoratrici tedesche sarebbero state placate dai politici attraverso i benefici economici delle annessioni territoriali, delle colonizzazioni tedesche in Europa centro-orientale e dello sfruttamento dei territori conquistati per il beneficio materiale della Germania.
Una parziale realizzazione di questi piani si è riflessa nel trattato di Brest-Litovsk, nel quale vennero previste e disposte garanzie per la dominazione economica e politica della Germania sull'Ucraina. Sia l'Impero ottomano che l'Austria-Ungheria avrebbero fatto affidamento alla Germania nell'Europa post-bellica, riducendosi al ruolo di vassalli.
Il piano della Mitteleuropa veniva visto come una minaccia dall'Impero britannico, poiché avrebbe distrutto il commercio continentale britannico e, di conseguenza, la fonte della sua potenza militare.

### Anni venti e trenta

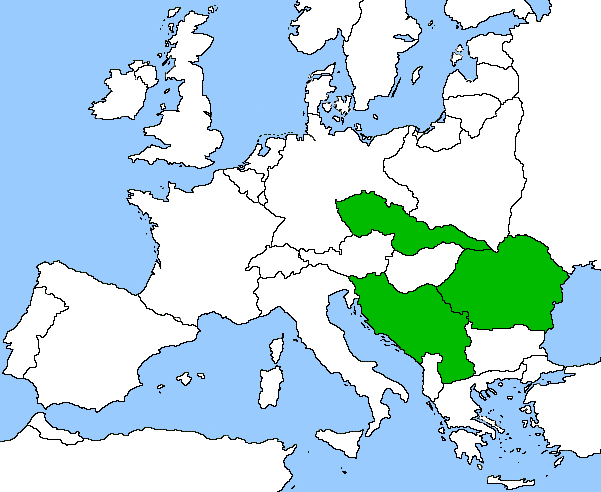
La Piccola Intesa.

Il periodo interbellico (1918-1939) dovette affrontare nuovi problemi economici e geopolitici, e l'idea di Europa centrale assunse un carattere differente. Durante la Belle Époque, il concetto di Europa centrale comprendeva principalmente stati tedeschi, in cui i territori non popolati da tedeschi erano considerati come un'area di penetrazione; la posizione di leader dell'Impero tedesco sarebbe dovuta discendere naturalmente da tale dominanza economica. A seguito della guerra, il centro di interesse si spostò sulla parte orientale - i nuovi paesi riapparsi sulla mappa europea: Polonia, Ungheria e Cecoslovacchia. Il Congresso Storiografico Internazionale di Bruxelles del 1923, così come quello successivo del 1933, si occuparono dell'idea di Europa centrale. L'Europa centrale cessò di essere oggetto delle mire tedesche e divenne un territorio in cui vari movimenti integrazionisti si posero il problema di risolvere le debolezze politiche, economiche ed etniche dei nuovi stati di fronte alle pressioni tedesche e sovietiche.
Secondo Magda Adam, "sappiamo oggi che la rovina dell'Europa centrale fu la Piccola Intesa, alleanza militare di Cecoslovacchia, Romania e Regno Serbo-Croato-Sloveno, creata nel 1921 non per la cooperazione centro-europea né per combattere l'espansione tedesca, ma per la malintesa nozione che un'Ungheria completamente impotente dovesse essere tenuta sotto contenimento".
Tuttavia i conflitti di interesse erano troppo forti e né la Piccola Intesa né l'idea di Międzymorze sopravvissero.
I movimenti avanguardisti dell'Europa centrale costituirono una parte fondamentale dell'evoluzione modernista, raggiungendo il proprio picco negli anni venti.

### Guerra fredda
Dopo la seconda guerra mondiale, una parte dell'Europa che era occidentale nella storia e nella cultura divenne parte del Blocco orientale. Il termine "Europa centrale" venne applicato in maniera crescente solo ai paesi più occidentali del Patto di Varsavia (Germania Est, Polonia, Cecoslovacchia, Ungheria) per specificarli come stati socialisti dotati di forti legami culturali con l'Europa Occidentale. Tale uso continuò alla fine della guerra fredda, quando questi paesi entrarono in un processo di transizione democratica.
La guerra fredda bloccò ogni ricerca sull'Europa centrale nei paesi del blocco orientale, poiché avrebbe sottolineato una differenziazione tra Europa orientale e centrale all'interno del blocco dei paesi socialisti, inaccettabile secondo la dottrina stalinista. Dall'altra parte, l'argomento divenne popolare in Europa occidentale e Stati Uniti, soprattutto da parte di ricercatori emigrati dai paesi in questione. Le ricerche antropologiche e storiografiche sull'Europa centrale negli stessi paesi ripresero vigore a partire dagli anni novanta.
Secondo il Mayers Enzyklopädisches Lexikon (1980), l'Europa centrale era composta da Paesi Bassi, Belgio, Lussemburgo, Germania (Est ed Ovest), Polonia, Svizzera, Austria, Cecoslovacchia, Ungheria e Romania, più le regioni settentrionali di Italia e Jugoslavia (Slovenia, Posavina, Voivodina) e la Francia nordorientale (Alsazia e Lorena).

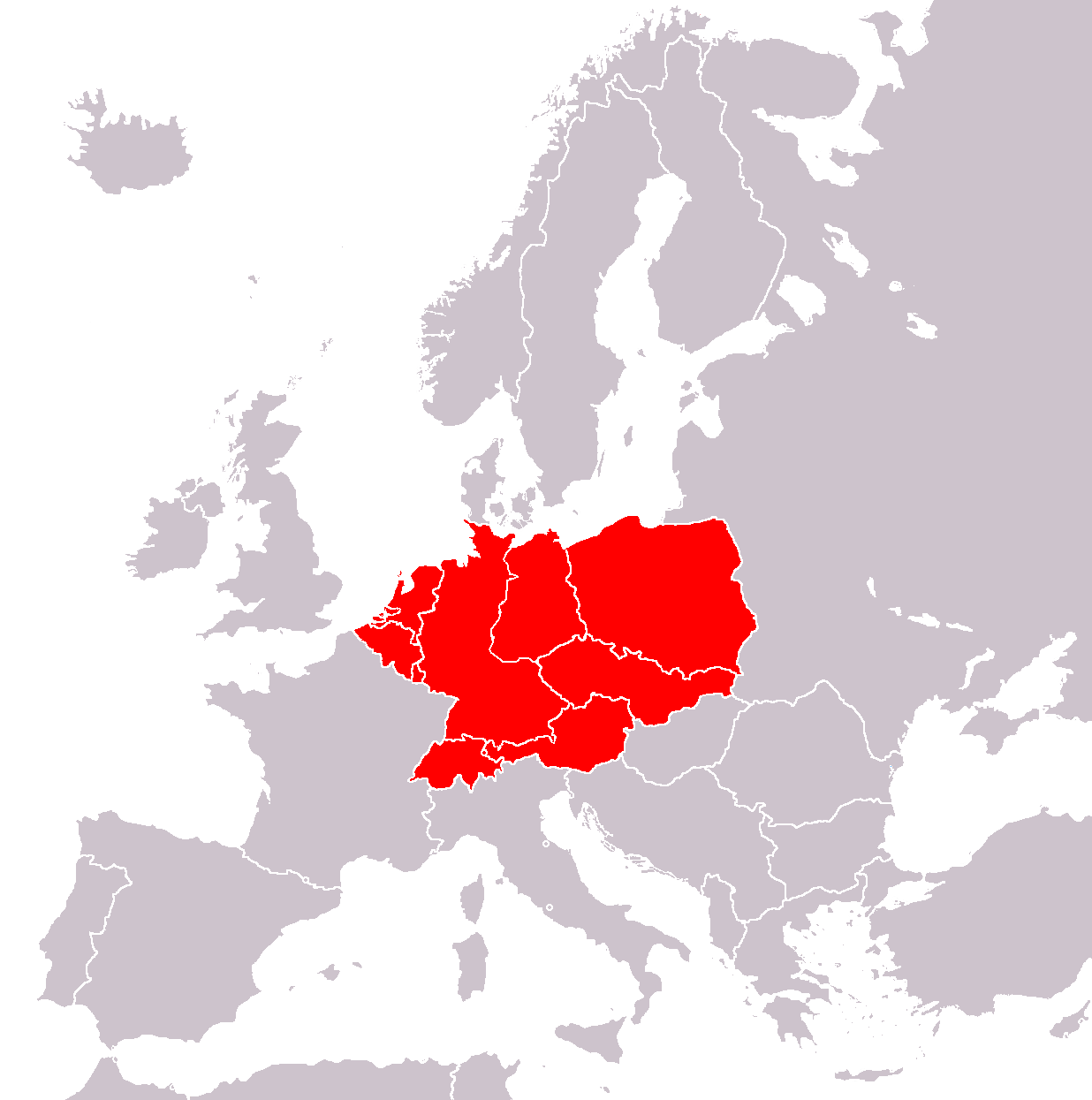
L'Europa Centrale secondo la definizione di E. Schenk (1950)
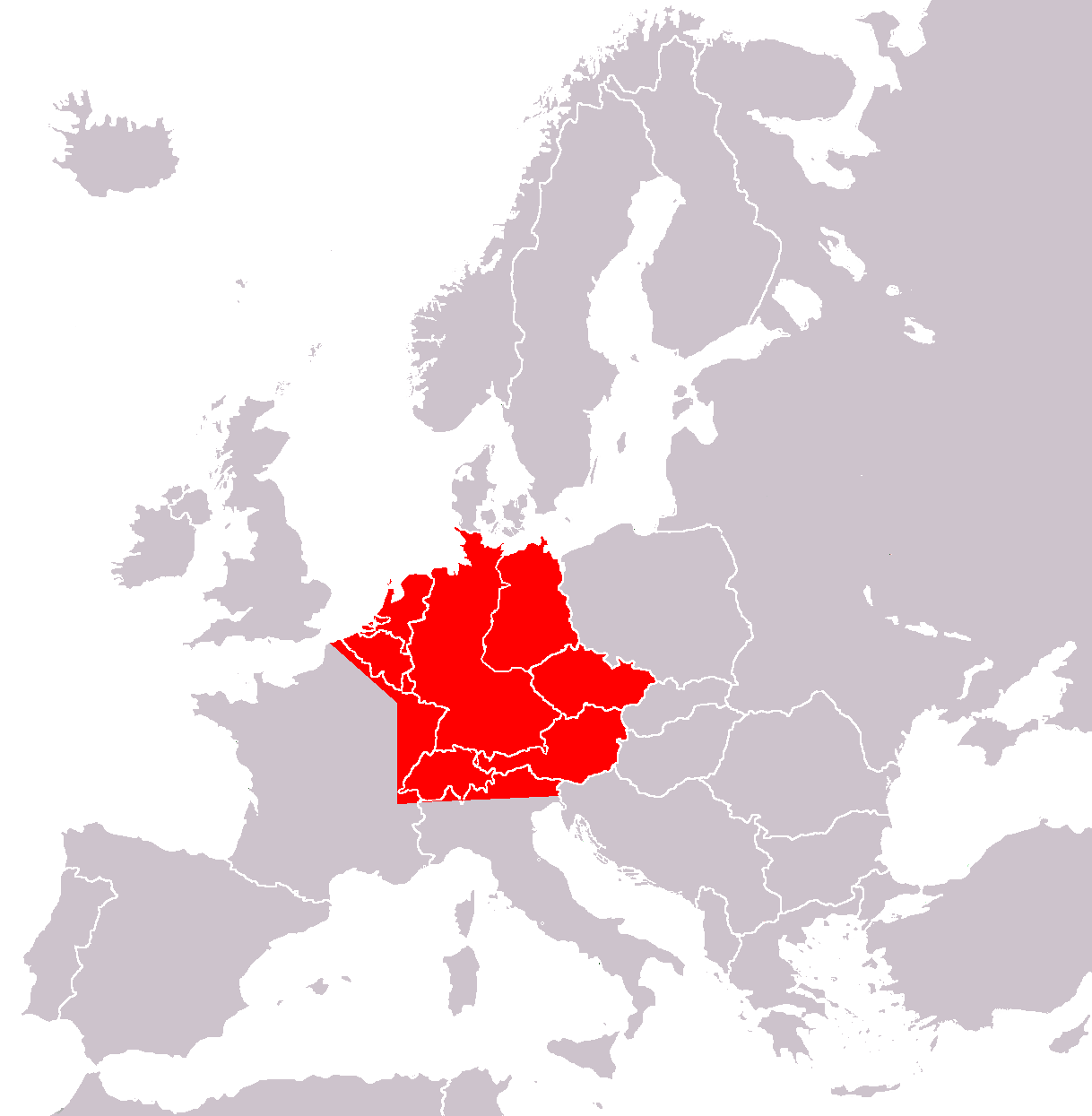
L'Europa Centrale secondo Alice F. A. Mutton in Central Europe. A Regional and Human Geography (1961)
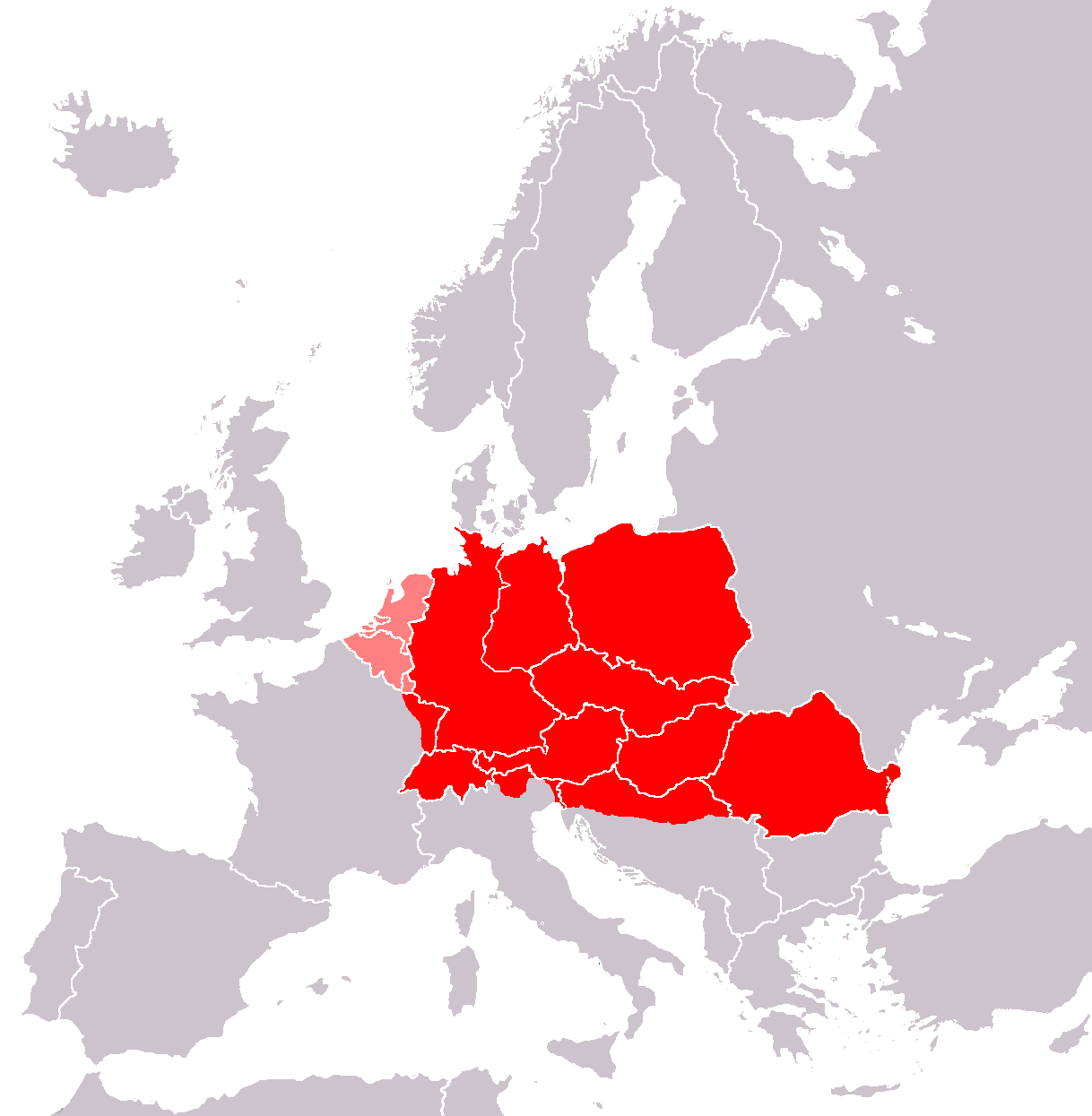
L'Europa Centrale secondo il Mayers Enzyklopaedisches Lexikon (1980)

## Visioni contemporanee
Più che un'entità fisica, l'Europa centrale è un concetto che si basa su una comunanza storica che contrasta con quella delle regioni circonvicine. La questione di come definire e che nome dare alla regione centro-europea è oggetto di dibattito. Molto spesso la definizione scelta dipende dalla nazionalità e dalla prospettiva storica dell'autore.
La teoria maggiormente accettata, di Jerzy Kłoczowski, include:
- Europa centro-orientale ed Europa centro-occidentale: tali concetti presentati nel 1950[47] distinguono due sub-regioni dell'Europa centrale: un occidente tedesco, caratterizzato dalla tradizione imperiale del Reich, ed un oriente che copre una varietà di nazioni, dalla Finlandia alla Grecia, nell'area intermedia tra i domini di Scandinavia, Germania, Italia e Unione Sovietica;
- l'Europa centrale come regione collegata alla civiltà occidentale per lungo tempo, includendo gli stati tedeschi (Sacro Romano Impero, Impero Tedesco e monarchia asburgica), il Regno d'Ungheria, la Boemia e la Confederazione polacco-lituana. L'Europa centrale così intesa confinerebbe pertanto con la Russia e l'Europa sud-orientale, ma le sue esatte frontiere restano difficili da determinare;
- l'Europa centrale come area di eredità culturale dell'Impero asburgico - un concetto popolare nella regione danubiana;
- l'Europa centrale come area di eredità culturale della Confederazione polacco-lituana. Sono in particolare gli storici ucraini, bielorussi e lituani, a partire dal 1990, a sottolineare l'importanza di tale lascito;
- un concetto che sottolinea le connessioni di Ucraina e Bielorussia con la Russia, trattando pertanto l'Impero russo assieme all'intera popolazione slava ortodossa come una sola entità; una posizione tenuta dalla storiografia russa;
- un concetto che pone l'accento sui legami con l'Europa occidentale, specialmente a partire dal XIX secolo e nel periodo di formazione degli stati-nazione; posizione sostenuta principalmente negli stati dell'Europa sud-orientale.

Secondo Ronald Tiersky, il summit di Visegrád del 1991 tra i presidenti di Polonia, Ungheria e Cecoslovacchia era stato salutato al tempo come un fondamentale passo avanti nella cooperazione centro-europea, ma il gruppo di Visegrád divenne un mezzo di coordinamento per l'integrazione degli stati centro-europei nell'UE, mentre lo sviluppo di maggiori legami all'interno della regione andò a rilento.
Peter J. Katzenstein descrive l'Europa centrale come un momento di passaggio nel processo di europeizzazione, che segna la transizione dei paesi del gruppo di Visegrád in maniere differenti ma comparabili. Secondo Katzenstein, nel discorso pubblico tedesco contemporaneo l'identità centro-europea fa riferimento alla separazione culturale tra Cattolicesimo romano ed Ortodossia orientale, e non esiste secondo lui una maniera non contestabile per definire se gli stati baltici e balcanici facciano parte dell'Europa centrale oppure no.
Lonnie R. Johnson indica alcuni criteri per distinguere l'Europa centrale dalle altre regioni europee:
- le frontiere degli imperi e regni medievali, che corrispondono in gran parte alle attuali frontiere religiose tra Cattolicesimo e Ortodossia[52]. Le popolazioni pagane dell'Europa centrale vennero convertite al cattolicesimo, mentre nell'Europa orientale e sud-orientale tale ruolo venne svolto dall'Ortodossia[52];
- gli imperi multinazionali come caratteristica dell'Europa centrale;[53] Polonia e Ungheria, oggi piccoli stati etnicamente omogenei, furono degli imperi all'inizio della loro storia, ospitando un'ampia varietà di popoli differenti;
- in termini di auto-percezione, malgrado l'ampio dibattito, gli abitanti dell'Europa centrale solitamente sono d'accordo su quali popoli siano esclusi dal gruppo: serbi, bulgari, romeni e russi[54]

Johnson considera l'Europa centrale come un concetto storico dinamico, non secondo categorie spaziali/geografiche statiche; ad esempio, sottolinea come la Lituania, una buona parte della Bielorussia e l'Ucraina occidentale si trovino oggi in Europa orientale, mentre solo 250 anni fa erano parte della Polonia
Lo studio di Johnson sull'Europa centrale ha ricevuto un'accoglienza positiva nella comunità scientifica.
La Columbia Encyclopedia definisce come parte dell'Europa centrale Germania, Svizzera, Liechtenstein, Austria, Polonia, Repubblica Ceca, Slovacchia ed Ungheria.
The World Factbook e la Brockhaus Enzyklopädie utilizzano la stessa definizione, aggiungendo la Slovenia. Encarta non definisce la regione in modo chiaro, ma pone le stesse nazioni in "Europa centrale" negli articoli su vari paesi, definendo la Slovenia come "Europa centro-meridionale".
L'enciclopedia tedesca Meyers grosses Taschenlexikon (1999) definisce l'Europa centrale come la parte centrale dell'Europa, senza precisi confini ad Est ed Ovest. Secondo tale fonte, il termine è usato principalmente per definire il territorio tra la Schelda e la Vistola, e dal Danubio alle porte di Moravia. Di solito le nazioni considerate centro-europee sono Germania, Svizzera, Austria, Polonia, Repubblica Ceca, Slovacchia, Ungheria, con l'aggiunta talvolta della Romania, e di Paesi Bassi, Belgio e Lussemburgo, in caso di definizione ampia.
Dopo l'Allargamento dell'Unione Europea il 1º maggio 2004, il termine Europa centrale (meglio: Europa Centro-Orientale, in inglese Central and Eastern Europe, CEE) a volte è usato per indicare i nuovi membri dell'Unione Europea (dall'Estonia a Malta).
Per indicare i paesi di tale gruppo che si schierarono a fianco degli Stati Uniti durante la Seconda guerra del Golfo, Donald Rumsfeld coniò infine il termine Nuova Europa

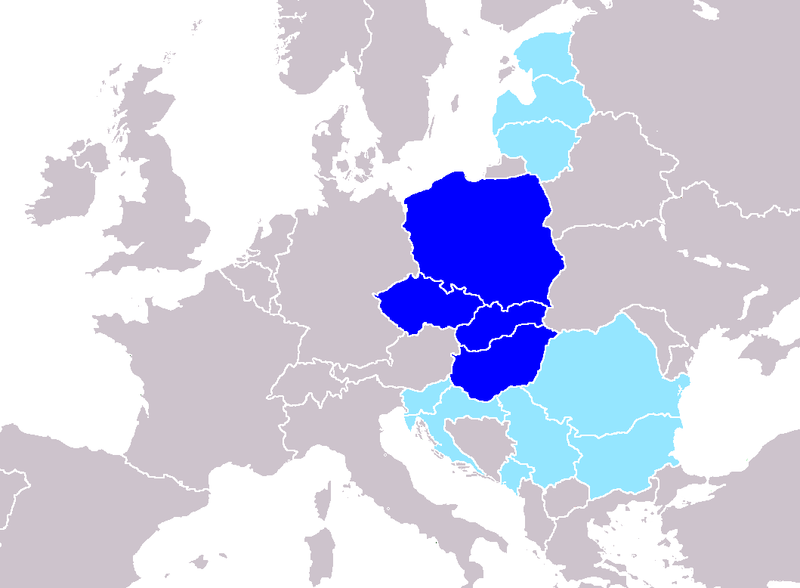
L'Europa Centrale secondo Peter J. Katzenstein (1997) The Visegrád Group countries are referred to as Central Europe in the book[49]     paesi non inequivocabilmente definiti come Europa Centrale
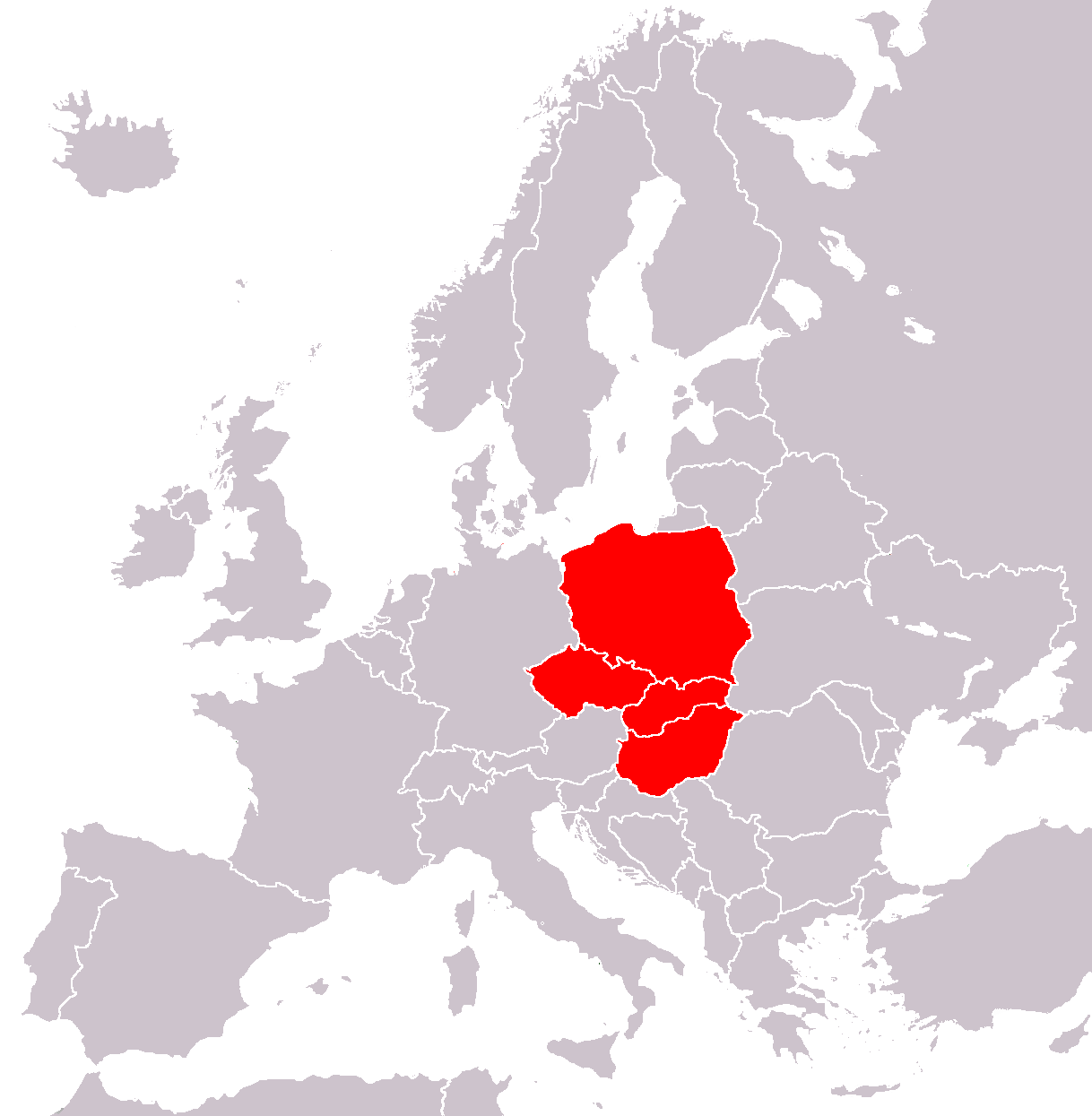
Il gruppo di Visegrád, una definizione ristretta di Europa Centrale secondo The Economist e Ronald Tiersky
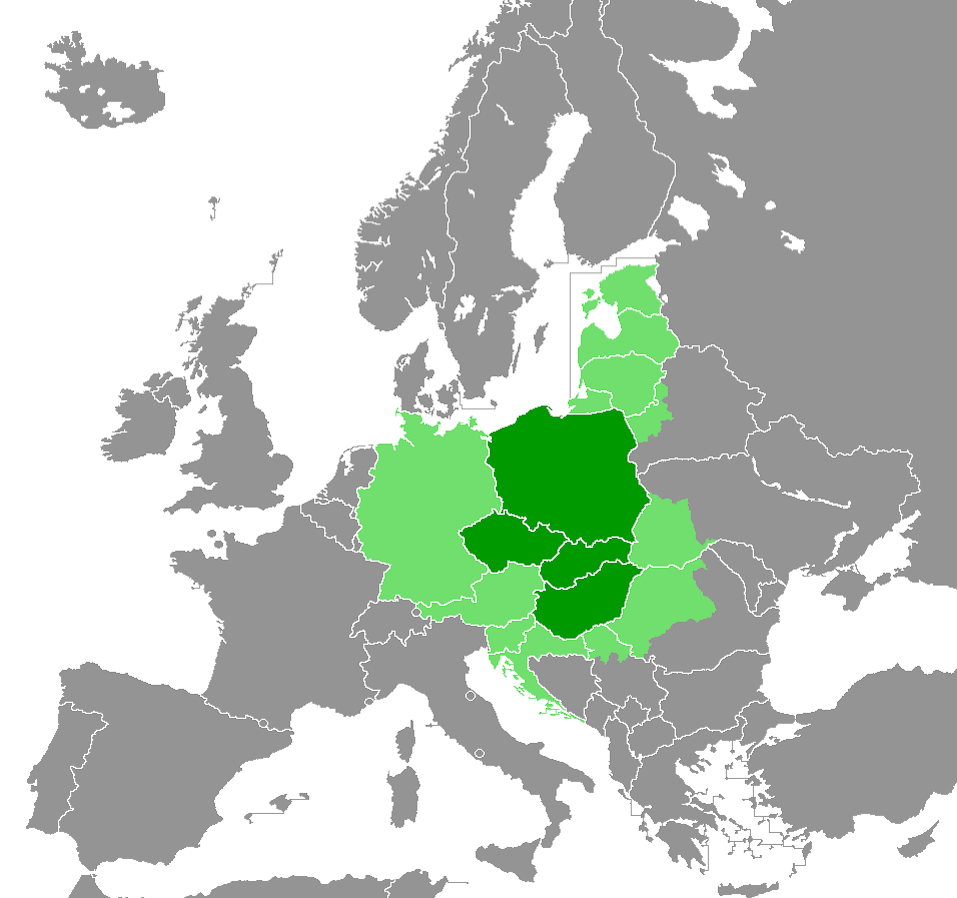
L'Europa Centrale secondo Lonnie R. Johnson (1996)[60]     Paesi generalmente considerati centro-europei, secondo la Banca Mondiale e l'OCSE)     Paesi orientali considerati centro-europei solo secondo una definizione ampia della regione
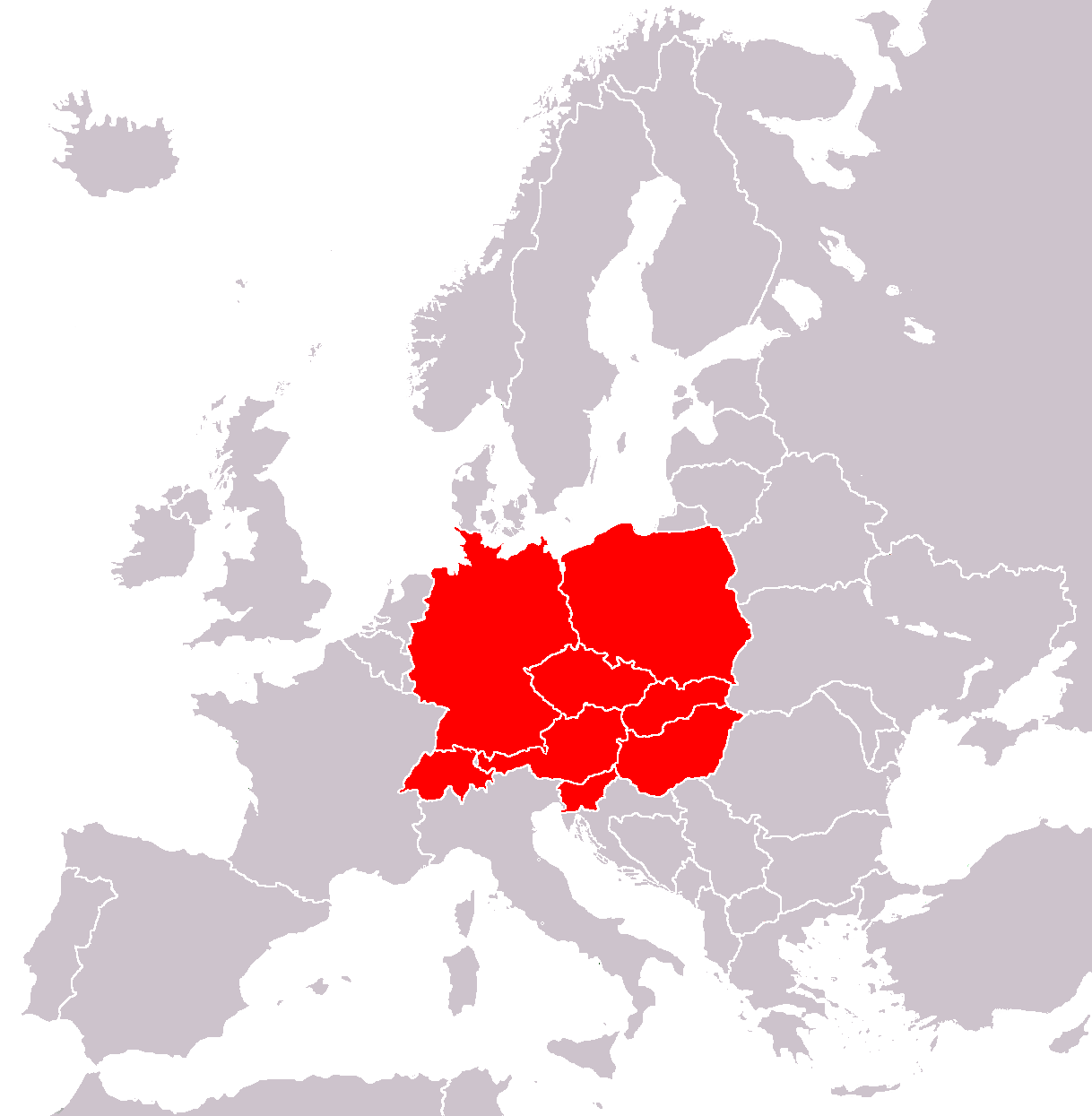
L'Europa Centrale secondo The World Factbook (2009)[58] and Brockhaus Enzyklopädie (1998)
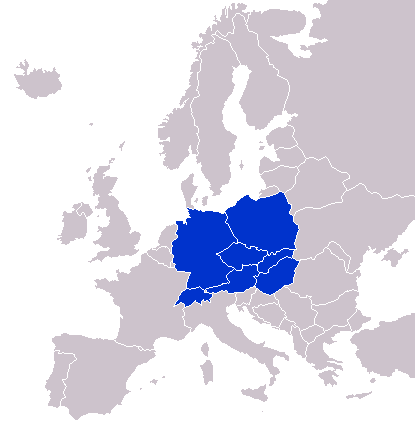
L'Europa Centrale secondo la Columbia Encyclopedia (2009)
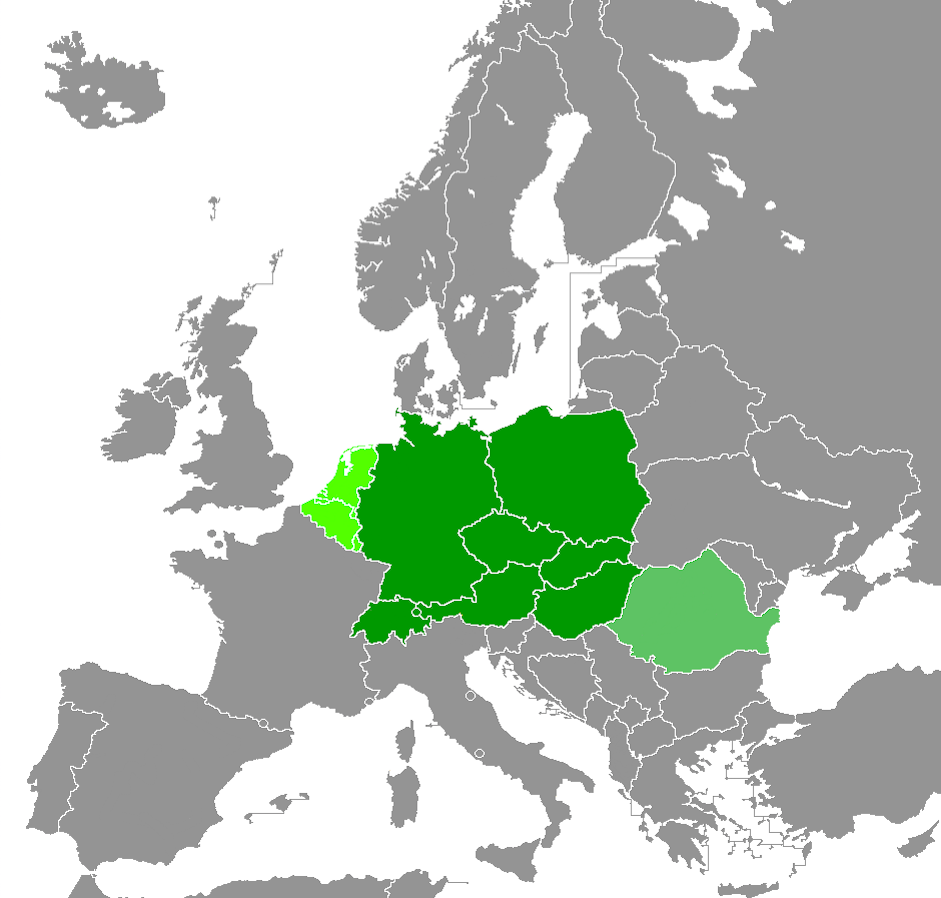
L'Europa Centrale secondo Meyers grosses Taschenlexikon (1999): Stati generalmente considerati centro-europei     Stati occasionalmente considerati centro-europei, ma solo in caso di definizione ampia     Stati occasionalmente considerati centro-europei
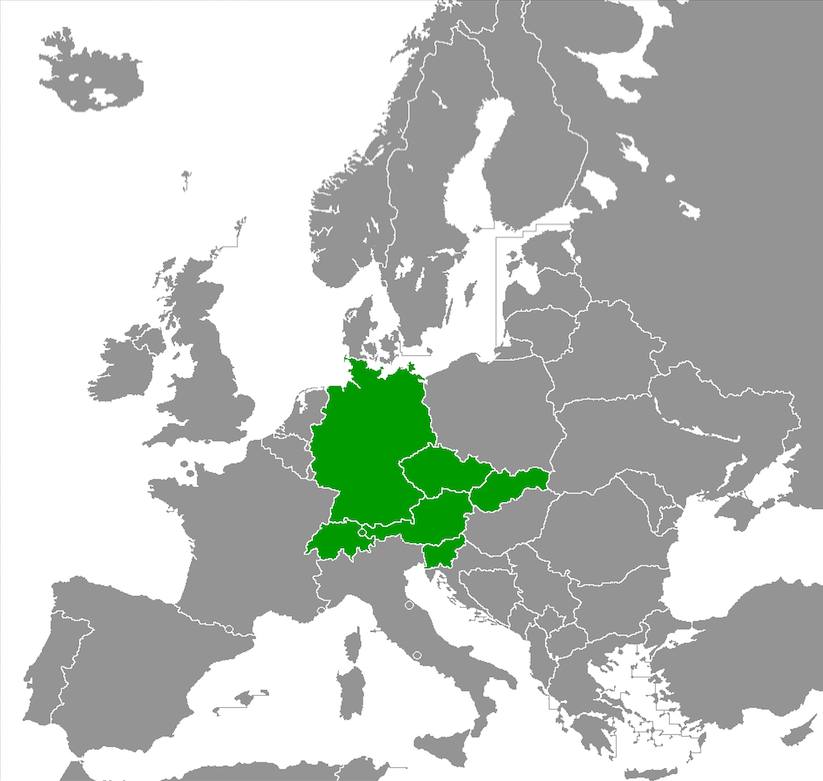
L'Europa Centrale secondo l'Enciclopedia Larousse (2009)

## Cooperazione inter-governativa in Europa centrale
Organismi sorti nel senso di mantenimento e sviluppo di un sentimento mitteleuropeo sono
- La Comunità di lavoro Alpe Adria, fondata a Venezia nel 1978, che comprende le regioni dei seguenti stati:
  - Germania (con la Baviera);
  - Italia (con il Friuli-Venezia Giulia, il Veneto);
  - Austria (con il Burgenland, la Carinzia, l'Alta Austria e la Stiria);
  - Ungheria (con le contee di Baranya, Somogy, Vas e Zala);
  - Slovenia (tutte le regioni);
  - Croazia (tutte le regioni).
- L'Euregio Tirolo-Alto Adige-Trentino che comprende:
  - Austria (con il Tirolo)
  - Italia (con le Province Autonome di Trento e di Bolzano)
- Gruppo di Visegrád: Polonia, Repubblica Ceca, Slovacchia, Ungheria.
- Iniziativa Centro Europea: Polonia, Repubblica Ceca, Slovacchia, Ungheria, Italia, Slovenia, Austria, Croazia, Bosnia-Erzegovina, Serbia, Montenegro, Albania, Macedonia del Nord, Romania, Bulgaria, Bielorussia, Ucraina, Moldova.

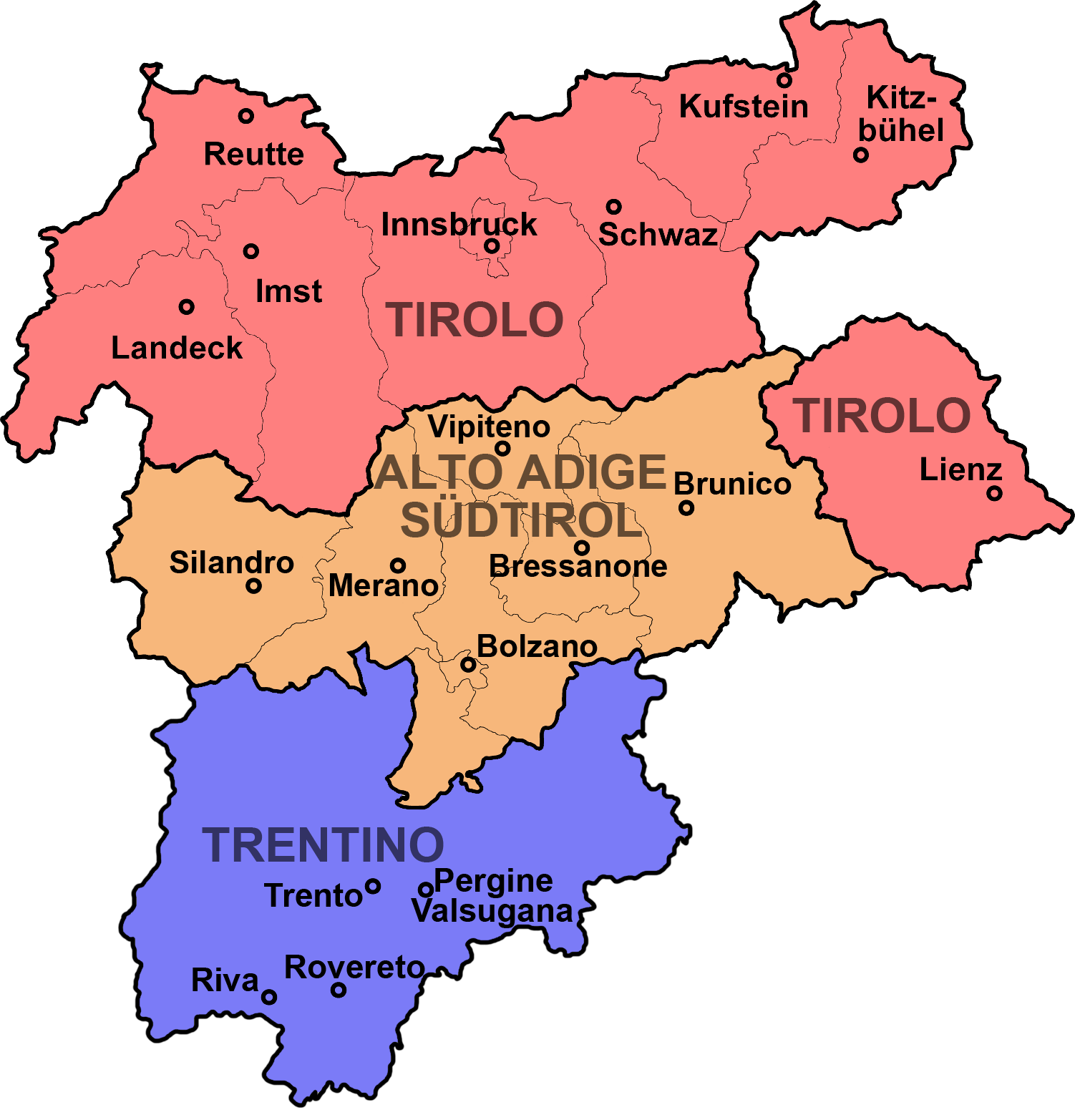
Euregio Tirolo-Alto Adige-Trentino
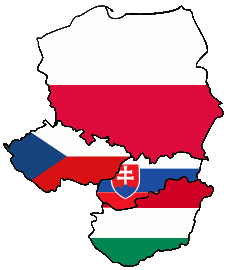
Il logo del Gruppo di Visegrád
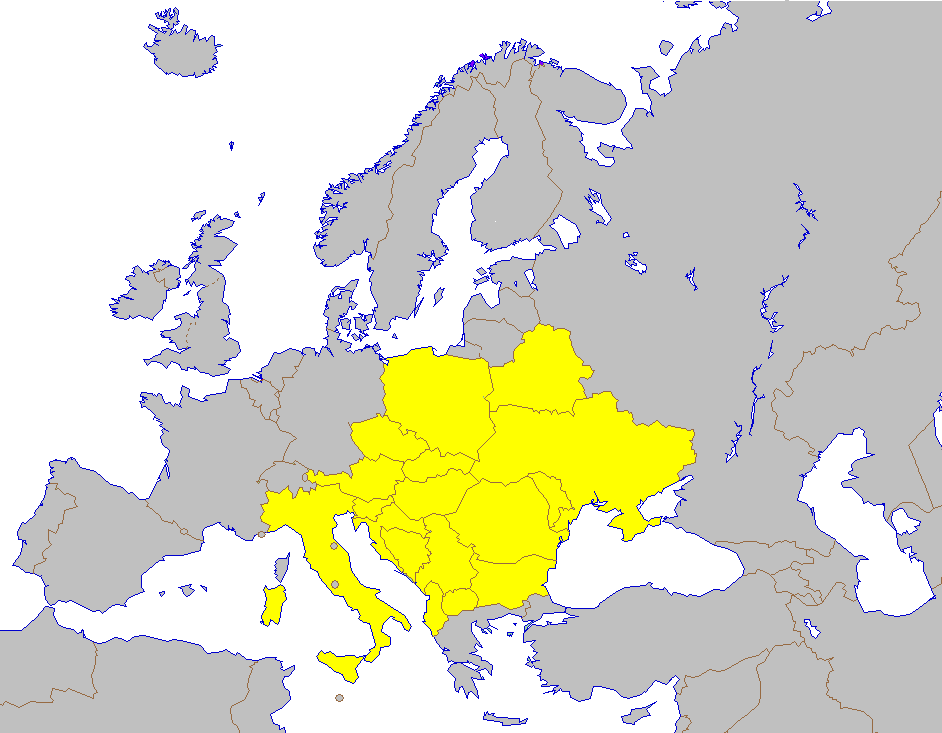
Paesi membri dell'Iniziativa Centro Europea nel 2005

## Europa danubiana

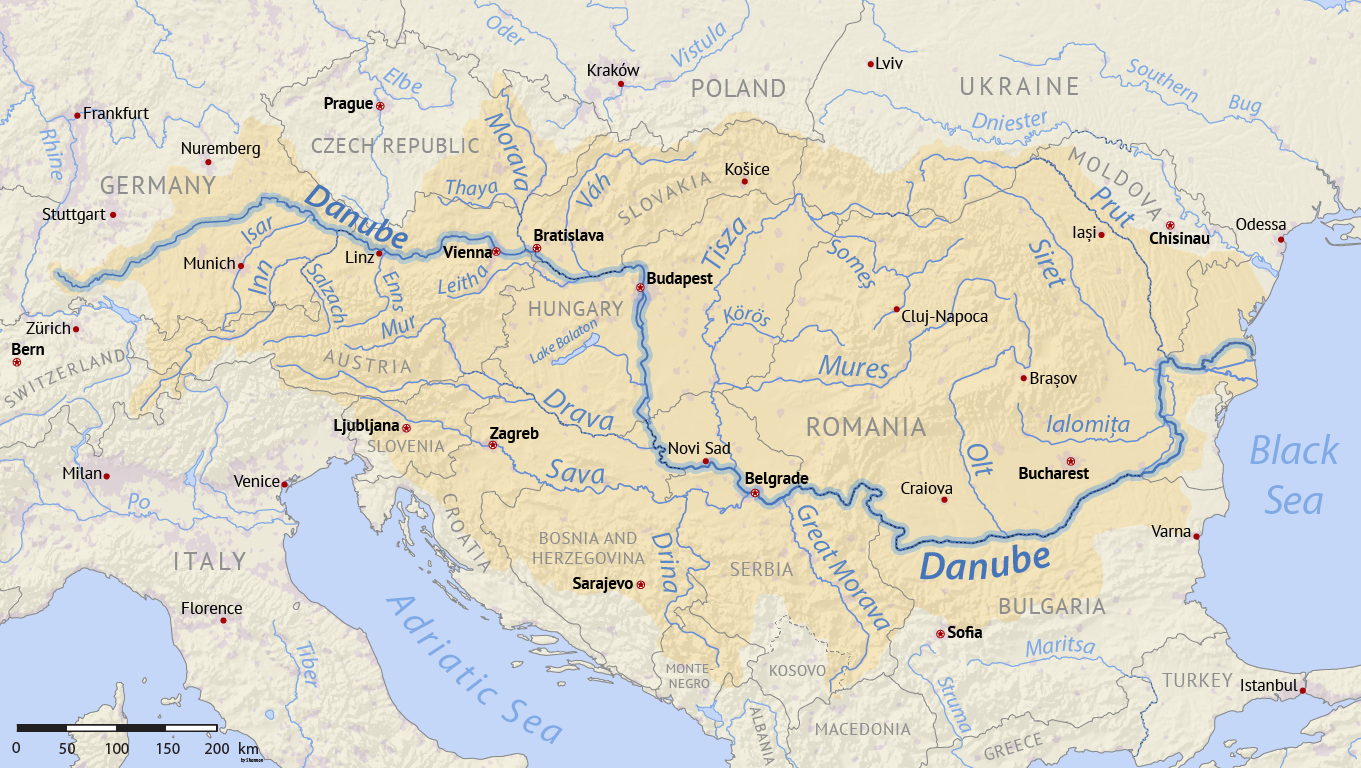
Il corso del Danubio

Si parla di Europa danubiana intendendo i Paesi dell'Europa attraversati dal Danubio e dai suoi affluenti.
Il Danubio attraversa, nell'ordine:
- Germania
- Austria
- Slovacchia
- Ungheria
- Croazia
- Serbia
- Bulgaria
- Romania
- Moldavia
- Ucraina

Il bacino idrico del Danubio, invece, interessa anche Svizzera, Italia (dove nasce l'importante affluente Drava), Slovenia, Bosnia ed Erzegovina, Montenegro, Albania, Macedonia del Nord sul lato destro, e Repubblica Ceca e Polonia su quello sinistro.
Pur essendo prevalentemente un concetto geografico, fin dal XV secolo il termine è presente anche in ambito culturale ed artistico.
A Vienna nel XV secolo è attiva un'Accademia danubiana.
Risale almeno al XVIII secolo il progetto di una Confederazione danubiana, con la quale rafforzare i legami politici, economici e cultura tra tutti i popoli e le nazioni di questa importante parte del continente.
Vengono detti Principati danubiani le formazioni politiche sottoposte a partire dal XIV secolo all'impero ottomano ma rivendicate dall'Ungheria già prima: Serbia, Bulgaria, Moldavia e Valacchia.
Tra i più importanti fautori dell'amicizia e della collaborazione tra i vari popoli danubiani meritano di essere citati, tra gli altri, Miklós Wesselényi, István Széchenyi e Lajos Kossuth (almeno negli ultimi anni di vita, passati in esilio a Torino).
In storia dell'arte si parla di Scuola danubiana per definire un gruppo di artisti rinascimentali attivi tra Germania e Ungheria, tra i quali Albrecht Altdorfer.
In linguistica si parla di Latino danubiano, per il latino parlato nell´Europa danubiana da cui si sarebbe sviluppato il rumeno.
Anche nel calcio si parla di Scuola danubiana per descrivere il gioco espresso dalla Nazionale di calcio dell'Ungheria, dalla Nazionale di calcio dell'Austria e da quella della Cecoslovacchia a partire dagli anni ´20 del XX secolo (caratterizzato da passaggi brevi, palla a terra, valorizzazione delle doti dei singoli giocatori). Tale stile di gioco fu adottato anche in Italia negli anni trenta (vedi il "Metodo" di Vittorio Pozzo).